# حقل مارون
حقل مارون (بالفارسية: میدان نفتی مارون) هو حقل نفط إيراني في محافظة خوزستان، وهو ثاني أكبر حقل نفط في إيران بعد حقل الأحواز. اكتُشف الحقل في سنة 1963 وهو مِلْك للشركة الوطنية الإيرانية للنفط وتُديره الشركة الوطنية الإيرانية لنفط الجنوب.
يحتوي حقل مارون على احتياطات نفطية قابلة للاستخراج وتُقدَّر بنحو 22 مليار برميل مما يجعله سادس أكبر حقل نفط بري في العالم، حاليًا يُنتج الحقل حوالي 520.000 برميل يوميًا.
بدأ تشغيل الحقل في سنة 1966 وارتفع إنتاجه تدريجيًا إلى أكثر من مليون برميل في سنة 1972، وكان حقل مارون لفترة طويلة أحد أكثر حقول النفط غزارةً في إيران ووصل إلى ذروته في سنة 1976 التي بلغت 1.34 مليون برميل يوميًا، وعلى الرغم من انخفاض الإنتاج للحقل منذ ذلك الحين إلا أنه لا يزال من بين أكبر ثلاثة حقول المنتجة إلى جانب حقل الأحواز وحقل دوغنبدان [الإنجليزية].